# Microextraction liquide sur une goutte
 (avril 2015).
Si vous disposez d'ouvrages ou d'articles de référence ou si vous connaissez des sites web de qualité traitant du thème abordé ici, merci de compléter l'article en donnant les références utiles à sa vérifiabilité et en les liant à la section « Notes et références ».
La microextraction sur une goutte ou microextraction en simple goutte est une technique de chimie analytique utilisée pour déterminer la présence et extraire des composés organiques dans un milieu liquide.
L’extraction liquide-liquide (ou LLE) est la méthode la plus conventionnelle et la plus utilisée pour séparer un analyte de sa matrice. Récemment, des recherches ont été développées pour miniaturiser la LLE. La Single drop microextraction (« microextraction sur une goutte »), plus communément appelée SDME, a été introduite pour analyser seulement un échantillon et non d’effectuer une séparation complète, dans le but de faire des analyses qualitatives, pré-concentrer des échantillons et économiser sur des ressources telles les solvants ou une matrice précieuse. En 1996, la méthode a été développée par Liu et Dasgupta. La première SDME consistait à prendre une goutte de solvant organique suspendue au bout d’une microseringue (1 µL) immergée dans une matrice aqueuse.

## Introduction rapide à quelques variations de la SDME
À partir de la première expérience de SDME, plusieurs sous-classes de SDME ont été développées. La technique initiale développée par Liu est la microextraction à simple goutte par immersion directe (Direct immersion SDME). Elle consiste à prendre une goutte de solvant contenant l'analyte et l'immerger dans une solution aqueuse. La microextraction à goutte simple par débit continuel (Continuous Flow-SDME) utilise un débit continuel de solution aqueuse, technique utilisée initialement pour déterminer la quantité de nitrobenzènes dans des échantillons environnementaux. Une autre variation est d’utiliser la microextraction à simple goutte par espace de tête (Headspace-SDME) pour les analytes volatils, tels l'éthanol. La technique consiste à injecter un solvant d’extraction à travers un septum pour omettre le contact direct avec le média aqueux et permettre une séparation accrue. L’utilisation principale et la plus populaire de la HS-SDME est la détermination du pourcentage d’éthanol dans l’industrie du vin. La portabilité de la méthode par HS-SDME et son court temps d’analyse en fait une analyse pratique comparée aux méthodes de chromatographies dispendieuses et compliquées.

## Exemple de procédure d'extraction à goutte simple par espace de tête (HS-SDME) de l'éthanol dans le vin

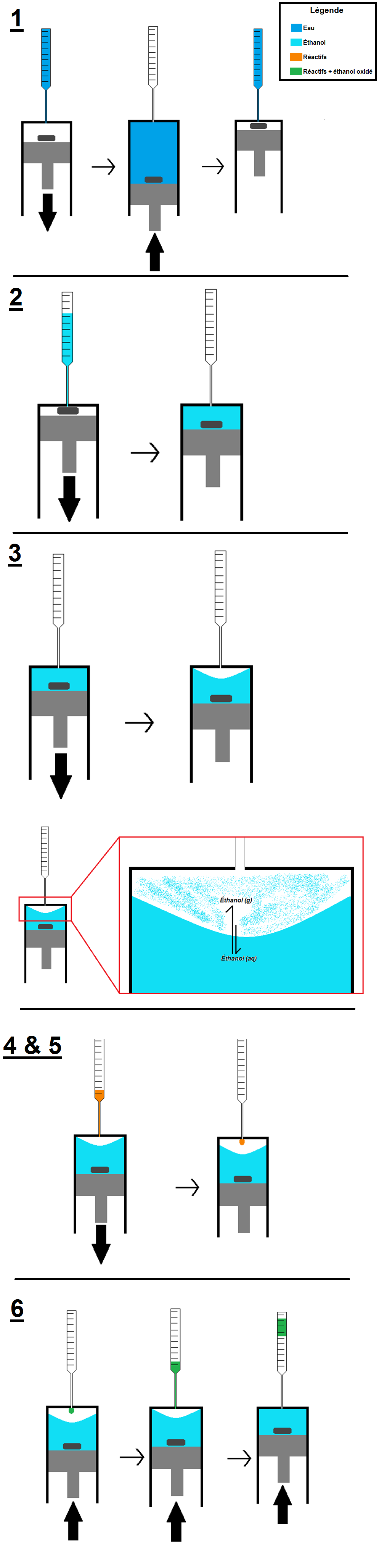
Schéma de montage d'une extraction liquide par simple goutte par espace de tête (HS-SDME) pour analyser la quantité d'éthanol trouvée dans un échantillon de vin commercial

La HS-SDME de l'éthanol dans le vin peut se faire en plusieurs étapes :
1. la cellule est nettoyée en réalisant 2 à 3 lavages par aspiration d'eau déionisée ;
2. l'échantillon contenant l'analyte à analyser est aspiré dans la cellule ; dans ce cas, l'analyte est l'éthanol dans un échantillon de vin ;
3. de l'air est aspiré dans la cellule, de manière à former un espace de tête (headspace), qui est spécifique à ce type de SDME ;
4. les réactifs, 3 à 5 mmol de dichromate de potassium et 20-50 µl d'acide sulfurique 8 M, sont prémélangés dans l'injecteur ;
5. ces réactifs sont aspirés dans la pipette d'injection puis sont lentement aspirés de manière à former une petite goutte qui sera suspendue dans l'espace de tête puis exposée à l'analyte volatil (éthanol dans le cas). Les molécules d'éthanol qui entreront en contact avec le mélange acide de dichromate seront oxydées. Le temps d'exposition du réactif de dichromate à l'éthanol varie entre 30 et 60 secondes ;
6. l'échantillon d'éthanol, ensuite oxydé, est retourné dans l'injecteur où il sera injecté dans un spectrophotomètre pour être analysé et ultimement pour déterminer la teneur exacte d'éthanol présent dans l'échantillon de vin.

## Matériel, solvants et analytes
L’extraction liquide par simple goutte est une technique couramment utilisée en laboratoire puisqu’il s’agit d’une méthode qui ne requiert pas beaucoup d’équipement. Généralement, une microseringue d'injection pour chromatographie en phase gazeuse (CPG) est utilisée pour former une goutte de solvant qui peut entrer directement en contact avec la solution aqueuse d’analyte ou reposer dans la phase gazeuse au-dessus de la phase liquide. La microseringue peut par la suite être utilisée afin d’analyser ou quantifier l’échantillon par CPG. La phase aqueuse se retrouve dans une cellule fermée, comme une fiole munie d’un septum, une seringue. La solution peut être chauffée et/ou sous agitation, d’où l’utilisation courante d’une plaque agitatrice et d’un barreau magnétique.
L’extraction liquide par simple goutte peut être utilisée sur les matrices liquides ou sur les matrices plus volatiles. Afin d’analyser les matrices liquides, l’extraction liquide par simple goutte avec immersion directe est utilisée. Une goutte de solvant organique, comme l’undécane, octane ou nonane, entre en contact direct avec l’échantillon liquide pour une durée prédéterminée. Pour l’analyse des matrices gazeuses, l’extraction liquide par simple goutte par espace de tête est utilisée. Dans cette technique, différents solvants comme des alcools (n-octynol, éthylène glycol, isoaminol, etc.) ou différents solvants organiques sont utilisés afin de former une goutte qui repose au-dessus de la phase aqueuse pour la durée de la réaction. Puisqu’il s’agit d’une technique très précise avec des limites de détections faibles, les échantillons sont souvent dilués dans l’eau. Par exemple, afin de déterminer le pourcentage d’éthanol dans différentes bouteilles de vins, les échantillons sont dilués avec un rapport de 1:10 dans l’eau.
Les choix des solvants pour cette technique se basent sur les mêmes critères que ceux utilisés dans l’extraction liquide liquide. Le solvant choisi doit être immiscible dans l’eau, et l’analyte observé doit être plus soluble dans la phase organique que dans la phase aqueuse, afin de permettre un transfert de masse optimal. De plus, la densité est un facteur important à considérer lors du choix du solvant. Un solvant trop dense ou trop léger va détacher la goutte de la seringue, ce qui vient gâcher l’expérimentation.

## Applications
L’extraction liquide par simple goutte est utilisée pour l’analyse de traces dans le milieu environnemental, biomédical ainsi que dans le milieu alimentaire. Cette technique préparatoire peut facilement être jointe à d’autres méthodes de détection analytique, comme la CPG et la chromatographie liquide.
De nos jours, il peut être très important de mesurer la quantité de pesticides dans les différents produits cultivés. L’exposition des aliments à ces contaminants chimiques peut jouer un grand rôle sur la santé de la population. L’extraction liquide par simple goutte est la technique favorisée pour analyser les traces de pesticides dans les aliments puisqu’il s’agit d’une technique précise qui possède une limite de détection plus basse que les autres techniques analytiques.
Même si l’application première de la technique repose sur l’analyse de trace des pesticides, cette méthode peut être utilisée sur n’importe quel analyte dissout dans un échantillon liquide en utilisant une goutte de solvant d’extraction compatible avec ce dernier.

## Limitations
- Le volume d’extraction est petit, dépassant rarement 5 microlitres. Ceci limite le transfert de masse entre les deux solutions et la reproductibilité des résultats.
- La microgoutte est instable et facilement délogée par la vitesse d’agitation, le temps d’agitation, les différents matrices des composés, etc.
- La reproductibilité des résultats est limitée.
- L’analyse et l’intégration des résultats est parfois difficile à cause de la petite taille de la goutte du solvant.
- Peu d’études ont été effectuées sur des matrices solides, la majorité des expérimentations sont effectuées sur des matrices liquides[5].

## Avantages
- N'utilise pas de solvants organiques toxiques.
- Économise sur des ressources tels les réactifs et analyte.
- La portabilité de la méthode par HS-SDME et son court temps d’analyse en fait une analyse pratique comparé aux méthodes de chromatographies dispendieuses et compliquées.

## Inconvénients
- Résultats non-optimaux quand certains types de SDME ne sont pas automatisés, erreur humaine.
- Résultats très sensibles, facteurs comme temps exposition, vitesse d'agitation et la pression négative différentes peuvent affecter et réduire la précision et le niveau de reproductibilité.